# Municipio de Dayton (condado de Newaygo)
El municipio de Dayton (en inglés: Dayton Township) es un municipio ubicado en el condado de Newaygo en el estado estadounidense de Míchigan. En el año 2010 tenía una población de 1949 habitantes y una densidad poblacional de 22,05 personas por km².

## Geografía
El municipio de Dayton se encuentra ubicado en las coordenadas 43°30′52″N 85°59′23″O / 43.51444, -85.98972. Según la Oficina del Censo de los Estados Unidos, el municipio tiene una superficie total de 88.4 km², de la cual 85,25 km² corresponden a tierra firme y (3,57 %) 3,15 km² es agua.

## Demografía
Según el censo de 2010, había 1949 personas residiendo en el municipio de Dayton. La densidad de población era de 22,05 hab./km². De los 1949 habitantes, el municipio de Dayton estaba compuesto por el 97,08 % blancos, el 0,97 % eran afroamericanos, el 0,21 % eran amerindios, el 0,31 % eran asiáticos, el 0,31 % eran de otras razas y el 1,13 % eran de una mezcla de razas. Del total de la población el 2,15 % eran hispanos o latinos de cualquier raza.